# Merklín (Karlovy Vary-i járás)
Merklín település Csehországban, a Karlovy Vary-i járásban. Merklín Hroznětín, Pernink, Jáchymov, Nejdek, Ostrov és Abertamy településekkel határos. Lakosainak száma 871 fő (2024. január 1.).

## Népesség
A település lakosságának változását az alábbi diagram mutatja:
| Lakosok száma | 766  | 1060 | 1379 | 949  | 913  | 1102 | 1005 | 962  | 903  | 871  |
|               | 1869 | 1890 | 1921 | 1950 | 1980 | 2001 | 2017 | 2019 | 2022 | 2024 |